# Valentia Island
Valentia Island (Irsk: Dairbhre, som betyder egeøen) er et af Irlands vestligste punkter. Det ligger ud for Iveragh-halvøen i den sydvestlige del af County Kerry . Det er forbundet med fastlandet af Maurice O'Neill Memorial Bridge ved Portmagee. En bilfærge afgår også fra Reenard Point til Knightstown, øens vigtigste bebyggelse, fra april til oktober. En anden, mindre landsby ved navn Chapeltown ligger omtrent midt på øen, tre kilometer fra broen. Valentia Islands befolkning var i 2011 665 indbyggere. Den er omkring 11 kilometer lang og næsten tre kilometer bred, hvilket gør den til den tredjestørste ø ud for den irske kyst.

## Navn
Det engelske navn 'Valentia' eller 'Valencia' Island kommer ikke fra den spanske by Valencia, men fra det irske navn Valentia Harbour, cuan Bhéil Inse, "øens havnemunding". Det blev angliseret som 'Bealinche' og 'Ballentia', før det udviklede sig til 'Valentia'. Det er muligt, at stavemåden var påvirket af spanske sømænd; der er en gravmarkering til spanske søfolk tabt på havet på den katolske kirkegård i Kylemore.
Det irske navn for øen er Dairbhre, hvilket sandsynligvis betyder "egeø". Det blev historisk angliseret som ' Dariry'.

## Historie
Valentia var den østlige endestation af det første kommercielt levedygtige transatlantiske telegrafkabel. Det første forsøg i 1857med  at lande et kabel fra Ballycarbery Strand på fastlandet, lige øst for Valentia Island, endte i skuffelse. Efter fejl i kabler der landede ved Knightstown i 1858 og Foilhommerum Bay i 1865, fik den store bestræbelse endelig i kommercielt levedygtig transatlantisk telegrafledning fra Foilhommerum Bay til Heart's Content, Newfoundland i 1866. Transatlantiske telegrafkabler opererede fra Valentia Island i hundrede år, frem til at Western Union International lukkede forbindelsen i 1966.
Før den transatlantiske telegraf havde amerikanske længdemål en usikkerhed på 850 meter   med hensyn til europæiske længdegrader. På grund af vigtigheden af nøjagtige længdegrader for sikker navigation, monterede US Coast Survey en længdegradsekspedition i 1866 for at forbinde længdegrader i USA nøjagtigt med Royal Observatory i Greenwich . Benjamin Gould og hans partner AT Mosman nåede Valentia den 2. oktober 1866. De byggede et midlertidigt længdegradsobservatorium ved siden af Foilhommerum Cable Station for at understøtte synkroniserede længdegradsobservationer med Heart's Content, Newfoundland. Efter mange regnfulde og overskyede dage blev de første transatlantiske længdegradssignaler udvekslet mellem Foilhommerum og Heart's Content den 24. oktober 1866.
Den 21. maj 1927 havde Charles A. Lindbergh sin første landkending i Europa over Dingle Bay og Valentia Island på sin soloflyvning fra New York til Paris. På Mercator-kortet fra 1927, der blev brugt af den berømte pilot, blev det mærket Valencia.
I 1993 opdagede en geologistuderende forstenede spor af  tetrapod, fodspor bevaret i devoniske klipper på nordkysten af øen ved Dohilla (51°55′51″N 10°20′38″V / 51.930868°N 10.343849°V ). For omkring 385 millioner år siden passerede et primitivt hvirveldyr nær en flodrand i det sub-ækvatoriale flodbassin, der nu er det sydvestlige Irland, og efterlod aftryk i det fugtige sand. Aftrykkene blev bevaret af silt og sand, der lå over dem, og blev omdannet til sten over geologisk tid. Valentia Island-sporene er blandt de ældste tegn på hvirveldyr på land.
Den 14. marts 2021 var Valentia Island stedet for den første hvalrosobservation i Irland.

## Galleri
- Dolmen Rock, den vestlige skråning af bjerget Geokaun
- Balleyhearney House, Balleyhearney East. Hospitalet 'Famine Era' støder op til Knights' Wood.
- Sjælden sneklædt dag, Main Road, Valentia Island med udsigt mod Knightstown, Valentia Harbour og Cahersiveen
- Del af udsigten fra toppen af bjerget Geokaun ("yo-kawn"). Valentia Harbour og Cahersiveen er i baggrunden
- Del af udsigten fra toppen af bjerget Geokaun ("yo-kawn"). Valentia Harbor og Letter er i baggrunden
- Udsigt fra Culloo Rock. Dinglehalvøen, Dingle Bay og den nordlige kyst af Valentia Island (inklusive Fogher Cliffs) er i baggrunden.
- Bray Head; udsigt mod vest med Skellig-øerne længst væk
- Udsigt over Portmagee Channel, der ser sydøst fra Bray Head
- Valentia fyrtårn og de omkringliggende fæstningsværker
- Knightstown
- Glanleam hus
- Valentia Skiferbrud